# Kurt Heinonen
Kurt Erik Heinonen, född 1915 i Helsingfors, död 1983, var en finländsk-svensk målare.
Heinonen studerade vid Ateneum i Helsingfors och för Antti Favén. Paer Voland och Endre Nemes samt under studieresor till Spanien, Frankrike och Italien. Han bosatte sig i Sverige 1947. Han utförde sina målningar så gott som uteslutande med Palettkniv med motiv från västkustens fiskelägen med sjöbodar och fiskebåtar.